# Marchew zwyczajna

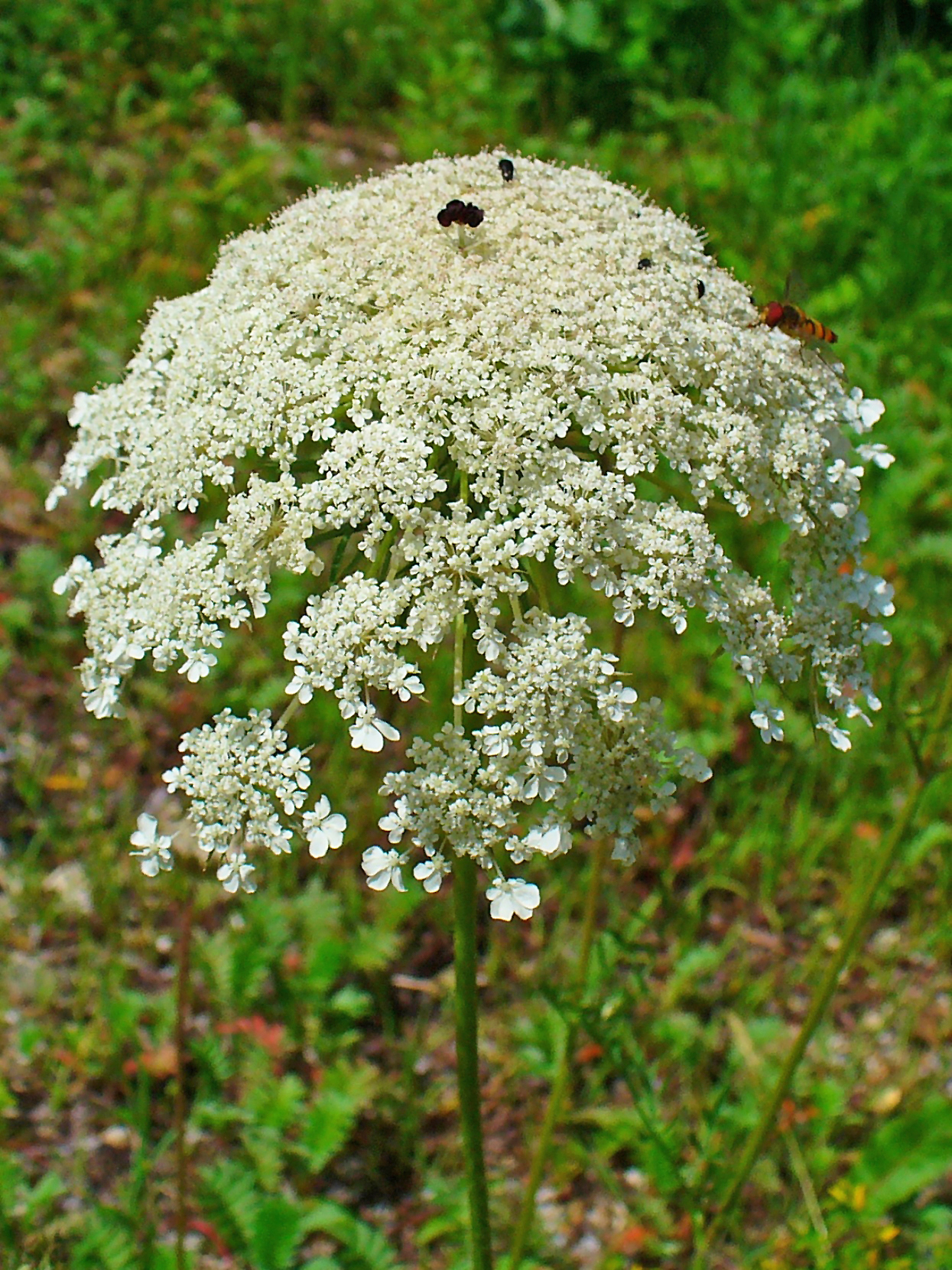
Kwiatostan

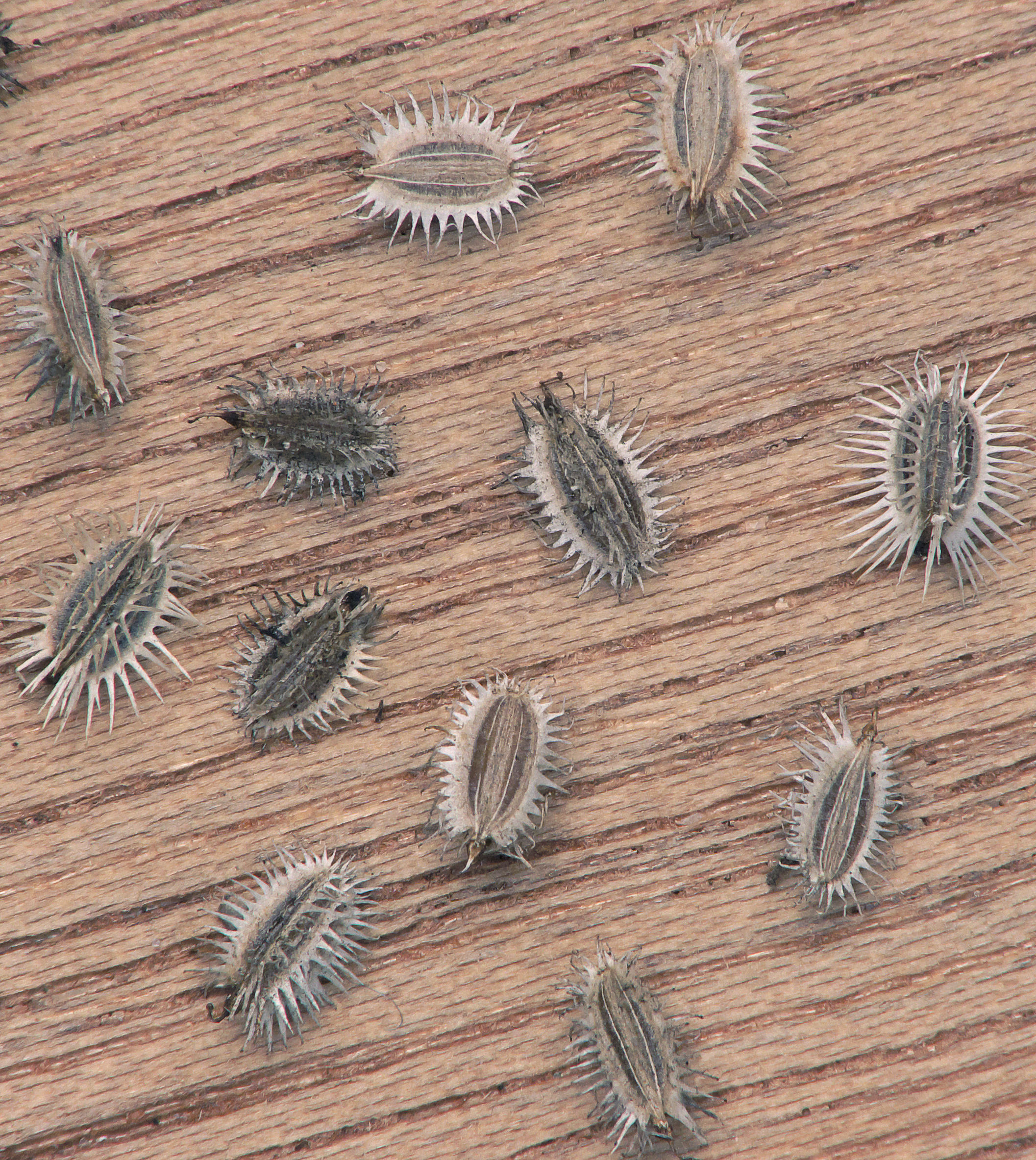
Nasiona

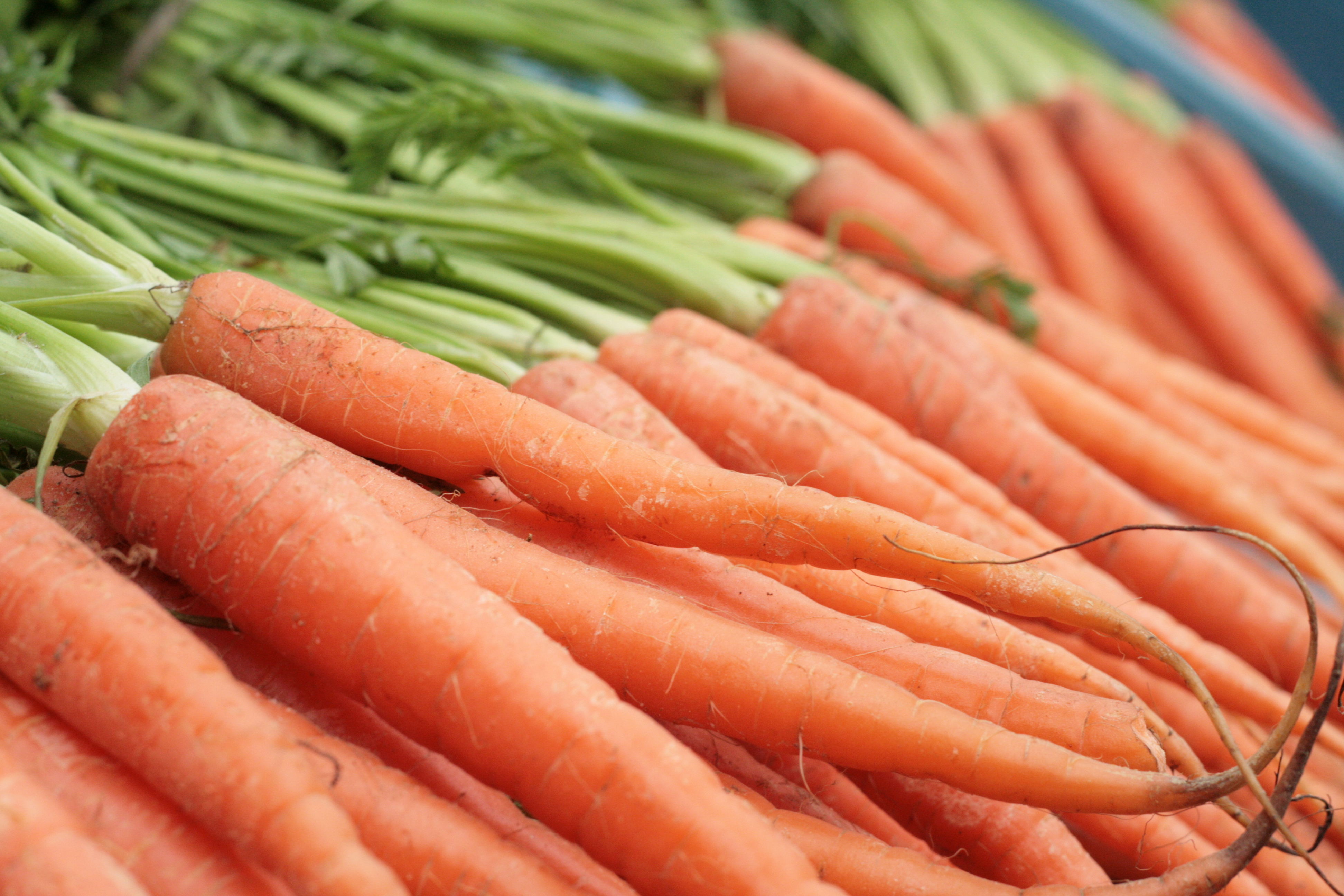
Korzenie odmiany uprawnej

Marchew zwyczajna Daucus carota L. – gatunek rośliny z rodziny selerowatych. Występuje w stanie dzikim w Europie, Azji i północnej Afryce. Jest również rośliną uprawną. W Polsce w stanie dzikim jest rośliną bardzo pospolitą.

## Rozmieszczenie geograficzne
Zasięg gatunku obejmuje niemal całą Europę (tylko na dalekiej północy rośnie jako gatunek introdukowany), północną Afrykę (od Maroka po Libię oraz Etiopię i Erytreę) oraz południowo-zachodnią Azję po Himalaje i południowo-wschodnie Chiny. Został szeroko rozprzestrzeniony i jako introdukowany rośnie na obu kontynentach amerykańskich, w południowej Afryce, w dużej części Azji oraz w Nowej Zelandii i na Tasmanii.
W Polsce jest pospolity niemal na całym obszarze, nieco rzadszy jest tylko na północno-wschodnich krańcach kraju i nie występuje w wysokich górach (nie przekracza ok. 900 m n.p.m.).

## Morfologia
PokrójRoślina zielna o charakterystycznym zapachu. Korzeń palowy cienki i białawy, ale u odmian uprawnych gruby i inaczej zabarwiony, zwykle żółtawy lub pomarańczowy. Łodyga wzniesiona, osiąga od 25 do 150 cm wysokości, rozgałęziona w górnej części lub nierozgałęziająca się, bruzdowana i szorstko owłosiona.
LiścieDolne z ogonkami i pochwiastymi nasadami, górne z blaszką siedzącą na pochwiastych nasadach, na brzegu obłonionych. Blaszka owłosiona, w zarysie trójkątna lub jajowata, 2–4-krotnie pierzaste. Odcinki ostatniego rzędu nacinane pierzasto, z łatkami szerszymi i tępymi a liściach dolnych oraz węższymi i zaostrzonymi na liściach górnych.
KwiatyDrobne, zebrane w baldach złożony składający się z 10–50 baldaszków. Kwiatostany są wypukłe lub płaskie (w czasie owocowania zewnętrzne szypuły wydłużają się tworząc kształt gniazda – wklęsły w środku), z szorstko owłosionymi szypułami. Pokrywy wspierające baldach są liczne, trójdzielne lub pierzasto podzielone, często podobne długością do szypuł. Pokrywki pod baldaszkami są także liczne i zwykle podzielone, czasem tylko równowąskie lub trójwrębne. Kwiaty są obupłciowe i męskie, białe, czasem żółtawe lub czerwonawe. Środkowy kwiat w baldachu jest klejstogamiczny i zwykle ciemnoczerwony. Kwiaty w centrum baldaszków są promieniste, a brzeżne są niesymetryczne – mają zewnętrzne płatki większe. Ząbki kielicha są niewyraźne.
OwoceRozłupnie rozpadająca się na dwie jednonasienne rozłupki. Osiągają do 4 mm długości i 1,5 mm szerokości. Żebra główne są szczeciniasto owłosione, a boczne zaopatrzone są w kolce.

## Biologia i ekologia
Roślina dwuletnia, rzadko jednoroczna, hemikryptofit. W klimacie umiarkowanym w pierwszym roku wegetacji roślina tworzy różyczkę liści oraz gruby korzeń. W drugim roku z korzenia wybija łodyga z kwiatostanem, roślina wytwarza nasiona zużywając zawarte w korzeniu substancje zapasowe i obumiera. Kwitnie od czerwca do jesieni, jest owadopylna. Roślina miododajna, nektar znajduje się na dnie kwiatowym. Kwiaty są przedprątne, możliwe jest tylko zapylenie krzyżowe. Nasiona rozsiewane są przez zwierzęta (epizoochoria). Dziko rosnąca forma typowa rośnie na ugorach, łąkach, miedzach i przydrożach. W klasyfikacji zbiorowisk roślinnych gatunek charakterystyczny dla rzędu (O.) Arrhenatheretalia. Liczba chromosomów 2n = 18.

## Zmienność
Gatunek jest bardzo zmienny – wyróżnia się szereg podgatunków spośród których w Polsce spotyka się co najmniej dwa:
- Daucus carota L. subsp. carota – podgatunek nominatywny występujący w Polsce w stanie dzikim
- Daucus carota L. subsp. sativus (Hoffm.) Arcang. var. sativus Hoffm. – marchew uprawna
- Daucus carota L. subsp. sativus (Hoffm.) Arcang. var. atrorubens Alef – marchew czarna (marchew uprawna odmiany czarnej, typ fioletowy[10])

Inne podgatunki:
- Daucus carota L. subsp. azoricus Franco
- Daucus carota L. subsp. cantabricus A. Pujadas
- Daucus carota L. subsp. commutatus (Paol.) Thell.
- Daucus carota L. subsp. drepanensis (Arcang.) Heywood
- Daucus carota L. subsp. fontanesii Thell.
- Daucus carota L. subsp. gadecaei (Rouy & E. G. Camus) Heywood
- Daucus carota L. subsp. gummifer (Syme) Hook. f.
- Daucus carota L. subsp. halophilus (Brot.) A. Pujadas
- Daucus carota L. subsp. hispanicus (Gouan) Thell.
- Daucus carota L. subsp. major (Vis.) Arcang.
- Daucus carota L. subsp. majoricus A. Pujadas
- Daucus carota L. subsp. maritimus (Lam.) Batt.
- Daucus carota L. subsp. maximus (Desf.) Ball
- Daucus carota L. subsp. parviflorus (Desf.) Thell.
- Daucus carota L. subsp. rupestris (Guss.) Heywood

## Zastosowanie

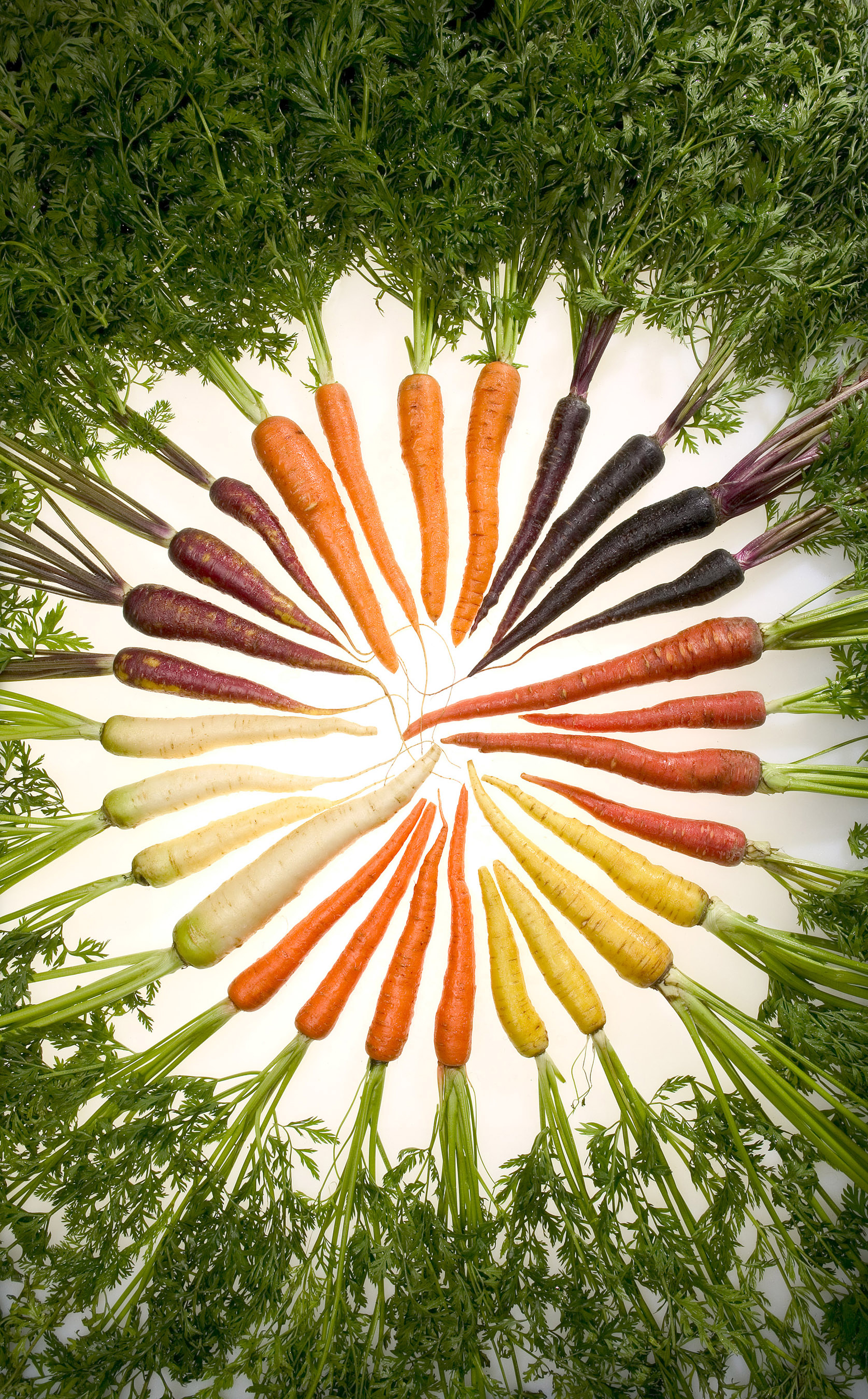
Korzenie różnych odmian uprawnych

Wyhodowane z typowego dzikiego gatunku liczne odmiany podgatunku Daucus carota subsp. sativus są uprawiane jako warzywo lub roślina pastewna. Znajduje się w rejestrze roślin rolniczych Unii Europejskiej. Jadalny korzeń ma wiele zastosowań w kuchni. Można jadać marchew na surowo, jako surówkę, gotowaną w sałatkach i zupach lub z wody, smażoną, duszoną. Z marchwi robi się soki i przeciery, a także przetwory.
W klasyfikacji urzędowej Unii Europejskiej marchew uznawana jest za warzywo. Ponieważ jednak w Portugalii marchew używana jest do wyrobu dżemów, w rozumieniu dyrektywy ustalającej parametry ich produkcji, marchew należy traktować jak owoc.

### Wartość odżywcza
- Korzeń marchwi zawiera odżywcze węglowodany, białko, liczne karoteny (1,656 witaminy A oraz 9,938 mg β-karotenu)[14], olejek lotny, witaminy B1 i B2 (0,06 mg), B6, C (6-10 mg), E, H, K, PP (0,05 mg) oraz wapń, żelazo, miedź i fosfor, a także pektyny.

### Właściwości lecznicze
W marchwi występującej w środowisku naturalnym wykryto 2-himachalen-6-ol, a także związki fenolowe. Substancje te wywołują efekt hepatoprotekcyjny oraz unieczynniają reaktywne formy tlenu.
Ponadto, marchew ma działanie witaminizujące, przeciwmiażdżycowe (pektyny w niej obecne obniżają poziom cholesterolu we krwi), przeciwcukrzycowe oraz przeciwrobaczycowe.